# Llista dels resultats del Campionat Mundial de Ral·lis
Aquesta és una llista dels resultats del Campionat Mundial de Ral·lis, ordenada per temporada.
A 19 d'agost de 2016
- Campionat Mundial de Ral·lis del 1973
- Campionat Mundial de Ral·lis del 1974
- Campionat Mundial de Ral·lis del 1975
- Campionat Mundial de Ral·lis del 1976
- Campionat Mundial de Ral·lis del 1977
- Campionat Mundial de Ral·lis del 1978
- Campionat Mundial de Ral·lis del 1979
- Campionat Mundial de Ral·lis del 1980
- Campionat Mundial de Ral·lis del 1981
- Campionat Mundial de Ral·lis del 1982
- Campionat Mundial de Ral·lis del 1983
- Campionat Mundial de Ral·lis del 1984
- Campionat Mundial de Ral·lis del 1985
- Campionat Mundial de Ral·lis del 1986
- Campionat Mundial de Ral·lis del 1987
- Campionat Mundial de Ral·lis del 1988
- Campionat Mundial de Ral·lis del 1989
- Campionat Mundial de Ral·lis del 1990
- Campionat Mundial de Ral·lis del 1991
- Campionat Mundial de Ral·lis del 1992
- Campionat Mundial de Ral·lis del 1993
- Campionat Mundial de Ral·lis del 1994
- Campionat Mundial de Ral·lis del 1995
- Campionat Mundial de Ral·lis del 1996
- Campionat Mundial de Ral·lis del 1997
- Campionat Mundial de Ral·lis del 1998
- Campionat Mundial de Ral·lis del 1999
- Campionat Mundial de Ral·lis del 2000
- Campionat Mundial de Ral·lis del 2001
- Campionat Mundial de Ral·lis del 2002
- Campionat Mundial de Ral·lis del 2003
- Campionat Mundial de Ral·lis del 2004
- Campionat Mundial de Ral·lis del 2005
- Campionat Mundial de Ral·lis del 2006
- Campionat Mundial de Ral·lis del 2007
- Campionat Mundial de Ral·lis del 2008
- Campionat Mundial de Ral·lis del 2009
- Campionat Mundial de Ral·lis del 2010
- Campionat Mundial de Ral·lis del 2011
- Campionat Mundial de Ral·lis del 2012
- Campionat Mundial de Ral·lis del 2013
- Campionat Mundial de Ral·lis del 2014
- Campionat Mundial de Ral·lis del 2015
- Campionat Mundial de Ral·lis del 2016
- Campionat Mundial de Ral·lis del 2017
- Campionat Mundial de Ral·lis del 2018
- Campionat Mundial de Ral·lis del 2019